# Palais Heijō

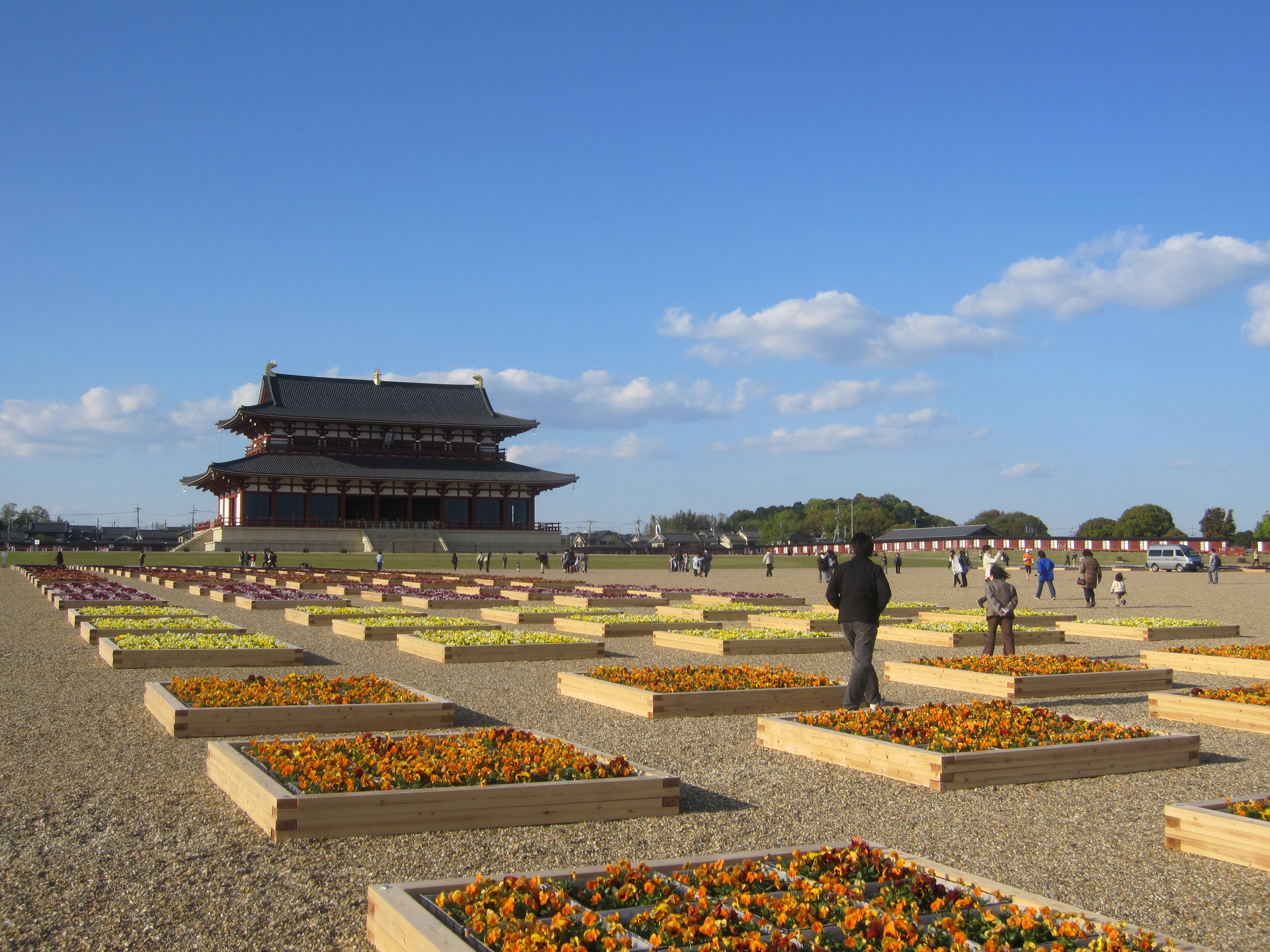
Cour de devant du premier Daigoku-den.

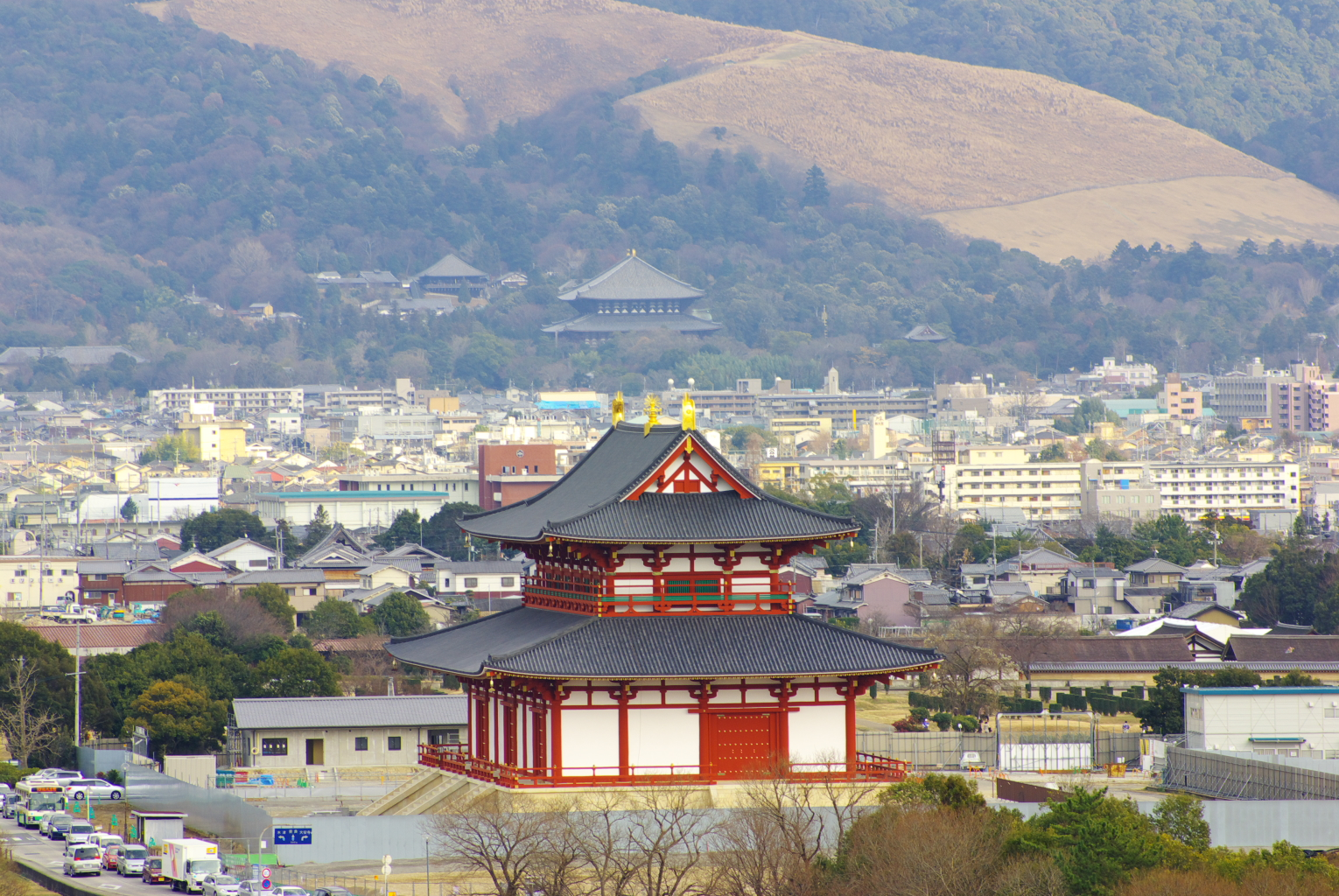
Le premier Daigoku-den (centre) reconstruit. Le Todai-ji et le mont Wakakusa apparaissent à l'arrière-plan (janvier 2010).

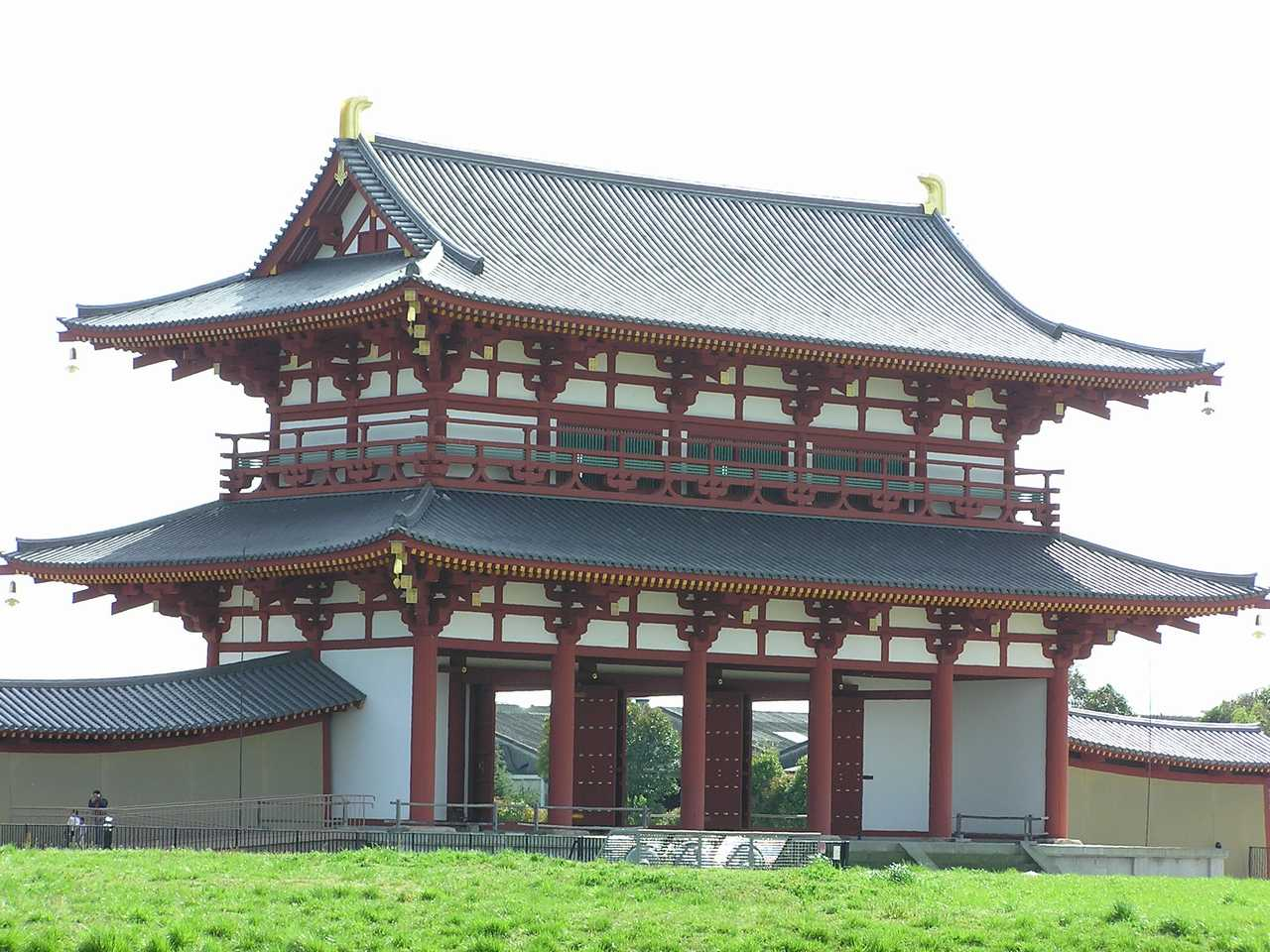
Le suzakumon (porte) du palais Heijo reconstruit.

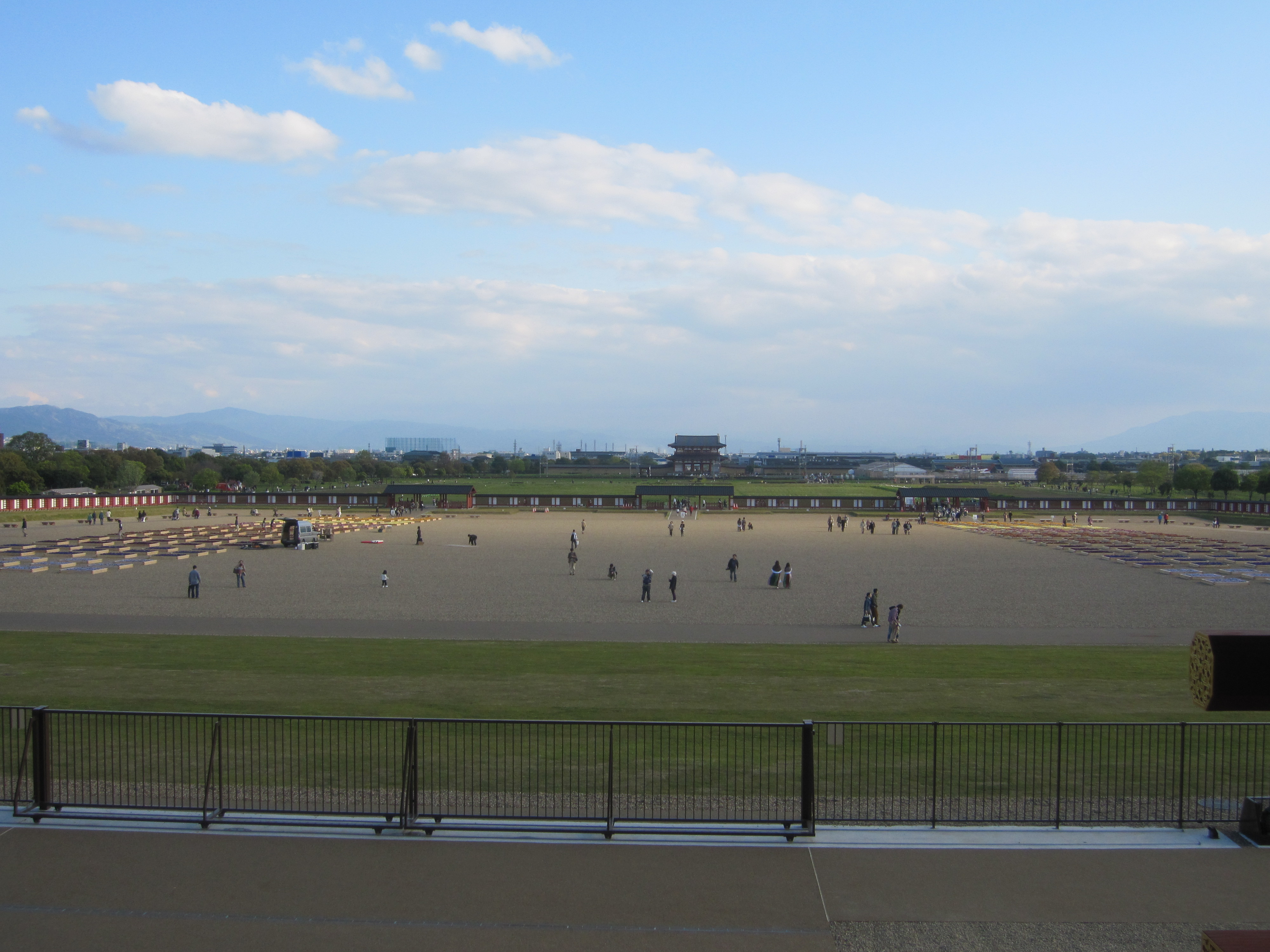
Les restes du palais Heijō.

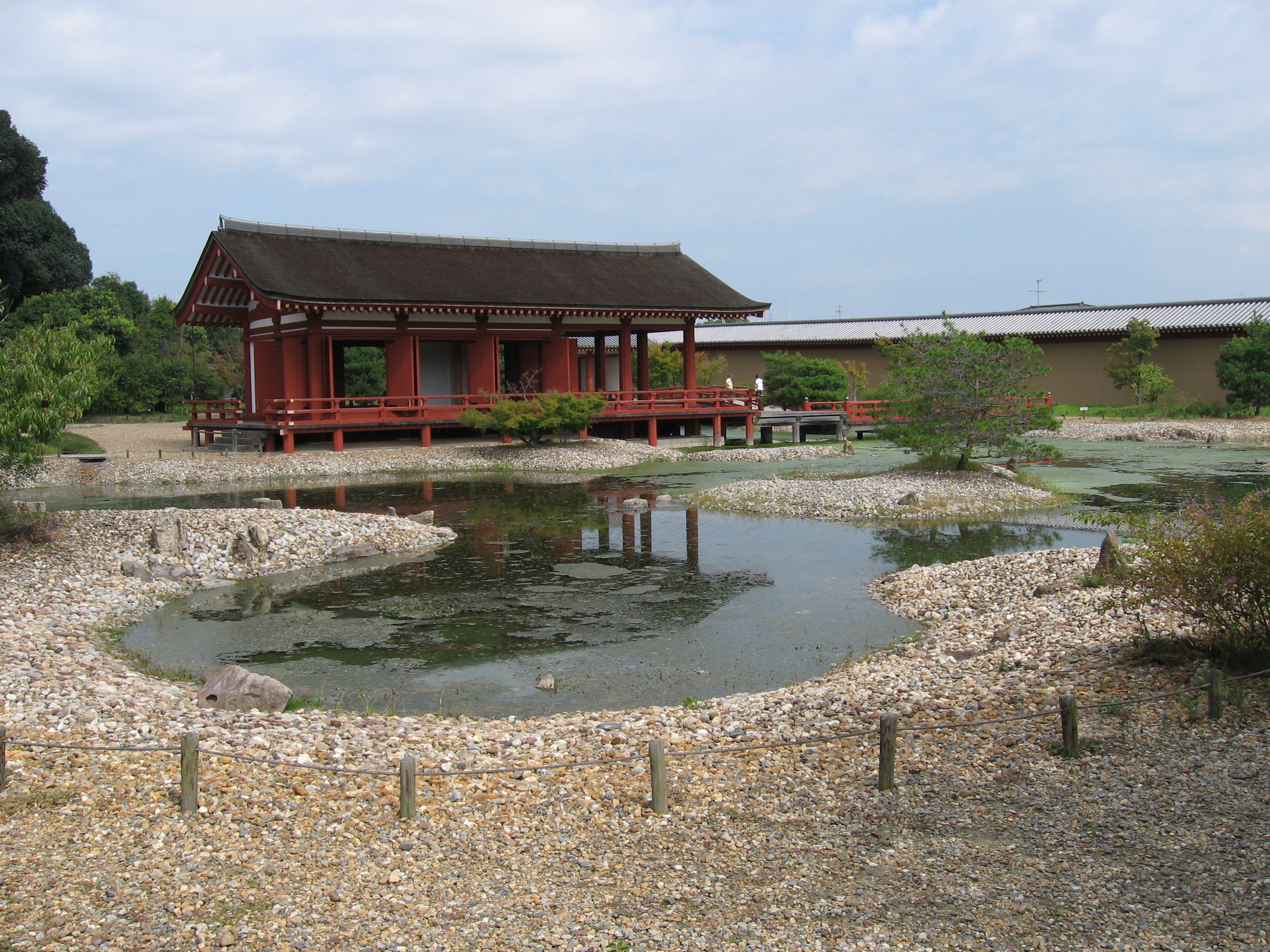
Le jardin Tōin-teien reconstruit.

Le palais Heijō (平城宮, Heijō-kyū) à Nara, est le palais impérial du Japon (710-784 AD), durant la plus grande partie de l'époque de Nara. Le palais est situé à l'extrémité nord de la capitale, Heijō-kyō. Les vestiges du palais et ses environs sont inscrits au patrimoine mondial de l'UNESCO en 1998 avec un certain nombre d'autres bâtiments de la zone au titre de monuments historiques de l'ancienne Nara.

## Histoire
Après l'accession de l'impératrice Genmei au trône impérial en 707, la question du transfert du palais est beaucoup discutée. Un an plus tard, un rescrit est publié qui décide du déménagement à Nara. En 710, la nouvelle capitale est officiellement installée, mais l'achèvement du palais doit attendre davantage. Écrit « Heijō » (平城) mais également prononcé « Nara » à l'époque, l'emplacement tient son synonyme, Nanto (南都), « capitale du sud » par opposition à Kyoto, la capitale du nord, des siècles plus tard.
La ville et le parc du château sont basés en grande partie sur Chang'an (aujourd'hui Xi'an), capitale de la Chine pendant la dynastie Tang, et contemporaine de l'époque où Nara est la capitale du Japon. Chang'an est elle-même, à l'instar de nombreuses anciennes villes d'Asie orientale, basée sur un complexe système de croyances et de lois de la géomancie. Cela implique le système de quadrillage de rues, ainsi que la nécessité de disposer sanctuaires ou temples de protection spirituelle dans des directions cardinales particulières autour de la ville.
Conformément à ce système, le palais est placé à l'extrémité nord, sur une ligne étendue de la rue Suzaku, la principale artère nord-sud en ligne droite à travers le centre de la ville. La rue prend fin au suzakumon, représenté ci-dessus, et le reste des bâtiments du palais est ensuite placé au-delà du nord de cette porte. Les bâtiments principaux de l'enceinte du palais sont le Daigoku-den, dans lequel sont menées les affaires gouvernementales, le Chōdō-in où ont lieu les cérémonies officielles, le Dairi, résidence de l'empereur et des bureaux pour divers organismes administratifs. Les fondations ou les empreintes de ces bâtiments sont encore visibles sur le site.
Il y a un ancien et un nouveau palais.
Lorsque la capitale est déplacée à Heian-kyō (à présent appelé Kyoto), le palais impérial de Nara est simplement abandonné. Au cours des siècles qui suivent, les ravages du temps et des éléments détruisent lentement les bâtiments, jusqu'à ce que, au début de l'époque de Kamakura à la fin du XIIe siècle, il n'y ait pratiquement plus rien au-dessus du sol. Toutefois, les parties qui se trouvent sous terre sont conservées et redécouvertes par les archéologues modernes.
Tandis que le site est désigné « site historique spécial » par l'Agence pour les affaires culturelles en 1952, les efforts archéologiques dirigées par l'Institut national de recherche pour les biens culturels se poursuivent, tels que les fouilles depuis 1959. Le suzakumon et le jardin Tou-in[Quoi ?] sont restaurés et ouverts au public en 1998.

## Mille trois-centième anniversaire
Le palais Heijō est la principale attraction des événements commémoratifs du 1300e anniversaire de la capitale Heijō-kyō de Nara (japonais : 平城遷都1300年祭) en 2010, et le premier Daigoku-den (第一次大極殿) est restauré pour l'occasion. Lors des événements commémoratifs du 1 300e anniversaire, beaucoup de festivités diverses sont organisées dans toute la préfecture de Nara.

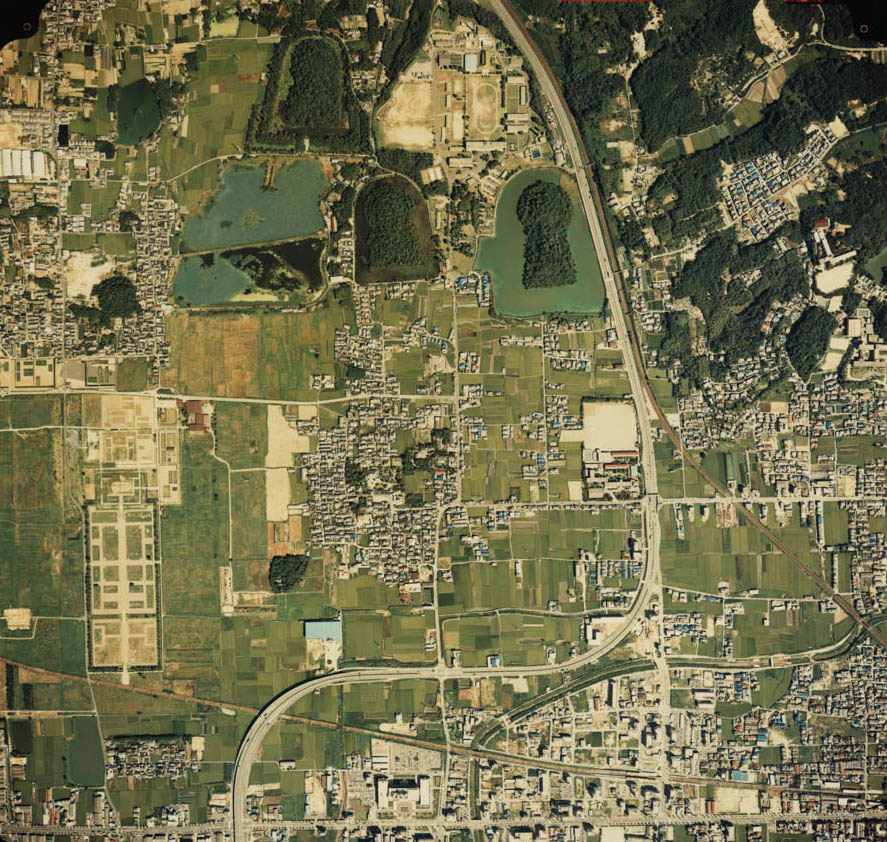
Vue aérienne.
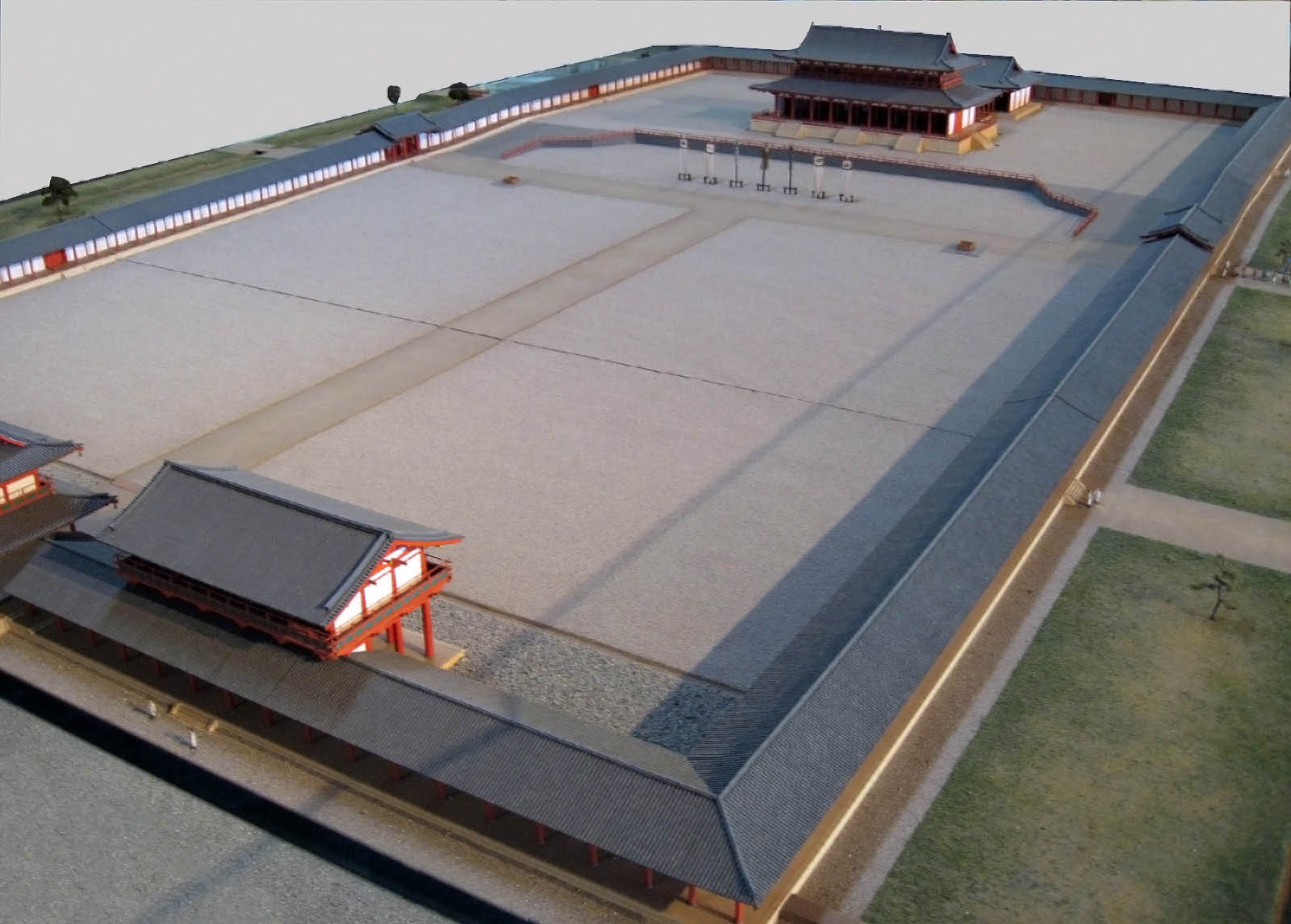
Modèle miniature du palais Heijō.
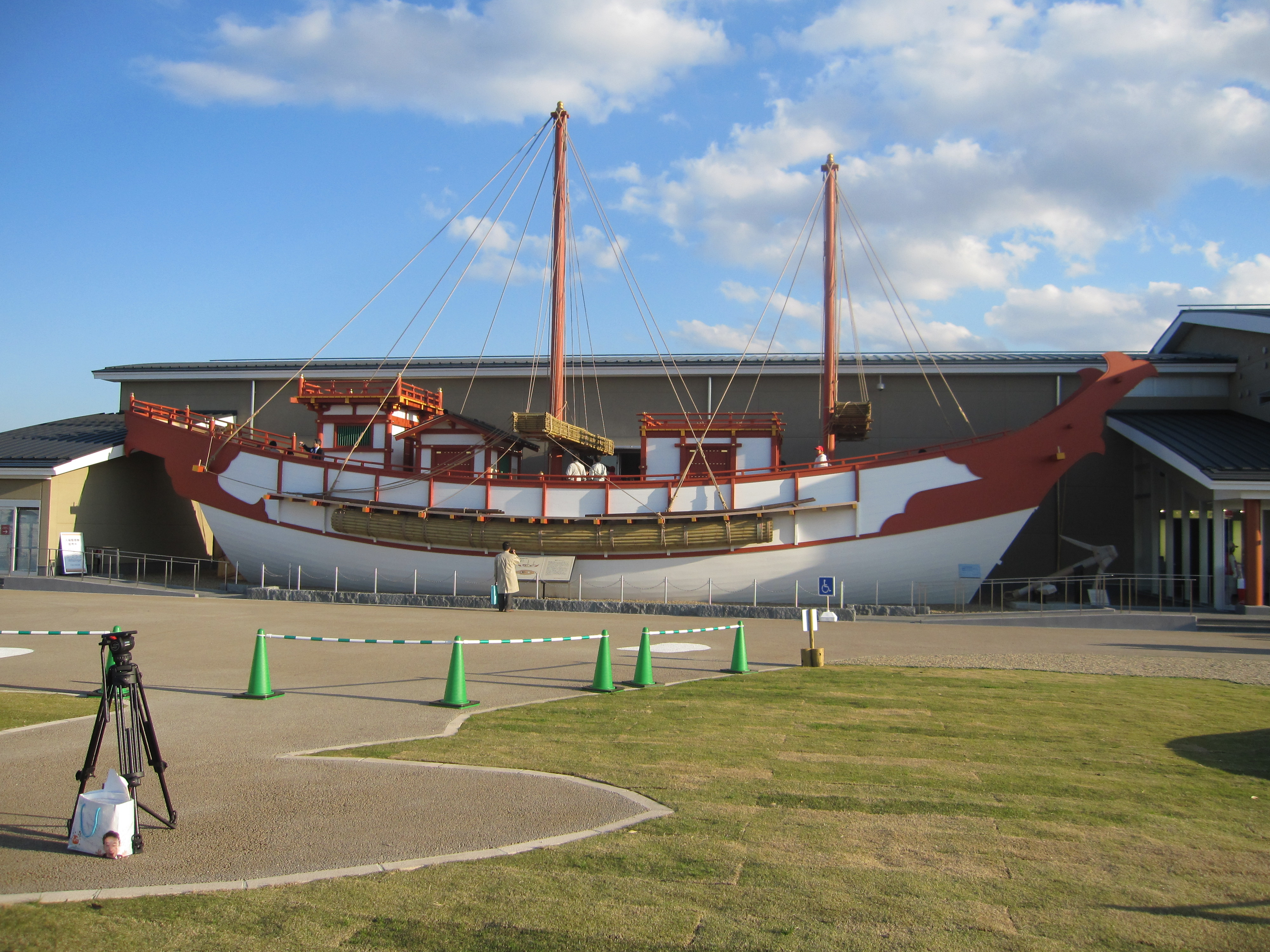
Réplique d'un navire diplomatique japonais.